# Airon-Notre-Dame
Airon-Notre-Dame est une commune française située dans le département du Pas-de-Calais en région Hauts-de-France. Ses habitants sont appelés les Aironnois.
La commune fait partie de la communauté d'agglomération des Deux Baies en Montreuillois (CA2BM) qui regroupe 46 communes et compte 65 760 habitants en 2021.

## Géographie

### Localisation
La commune fait partie de la région naturelle du Marquenterre.
Le territoire de la commune est limitrophe de ceux de six communes.
Les communes limitrophes sont Saint-Aubin, Merlimont, Rang-du-Fliers, Sorrus, Airon-Saint-Vaast et Campigneulles-les-Grandes.

### Géologie et relief
La superficie de la commune est de 5,05 km2 ; son altitude varie de 3  à   49 mètres.

### Hydrographie

#### Réseau hydrographique
Le territoire de la commune est situé dans le bassin Artois-Picardie.

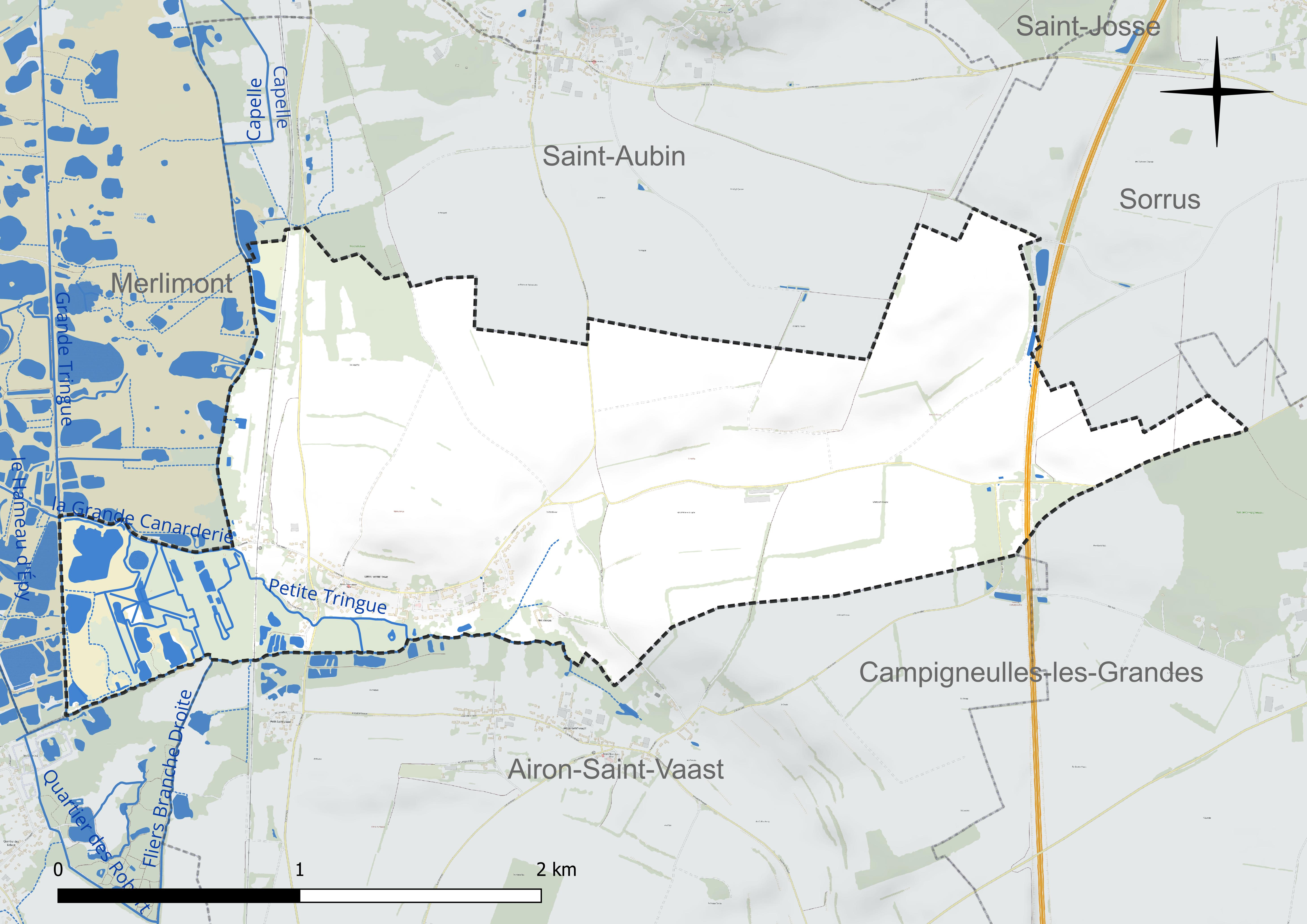
Réseau hydrographique d'Airon-Notre-Dame.

Le territoire de la commune est traversé par la Grande Tringue, affluent de la Canche, par la Petite Tringue, affluent de la Grande Tringue, par la Grande Canarderie et par le Quartier des Robert.

#### Gestion et qualité des eaux
La commune est desservie en eau potable par l'usine de traitement d'eau de Rang-du-Fliers dont l'eau est captée dans un champ, d'une superficie de 2 500 ha, situé à Airon-Saint-Vaast.

### Climat
Pour des articles plus généraux, voir Climat des Hauts-de-France et Climat du Pas-de-Calais.
En 2010, le climat de la commune est de type climat océanique franc, selon une étude du CNRS s'appuyant sur une série de données couvrant la période 1971-2000. En 2020, Météo-France publie une typologie des climats de la France métropolitaine dans laquelle la commune est exposée à un climat océanique et est dans la région climatique Côtes de la Manche orientale, caractérisée par un faible ensoleillement (1 550 h/an) ; forte humidité de l’air (plus de 20 h/jour avec humidité relative > 80 % en hiver), vents forts fréquents.
Pour la période 1971-2000, la température annuelle moyenne est de 10,4 °C, avec une amplitude thermique annuelle de 12,4 °C. Le cumul annuel moyen de précipitations est de 840 mm, avec 12,6 jours de précipitations en janvier et 8,2 jours en juillet. Pour la période 1991-2020, la température moyenne annuelle observée sur la station météorologique la plus proche, située sur la commune du Touquet-Paris-Plage à 10 km à vol d'oiseau, est de 11,2 °C et le cumul annuel moyen de précipitations est de 888,8 mm,. Pour l'avenir, les paramètres climatiques de la commune estimés pour 2050 selon différents scénarios d'émission de gaz à effet de serre sont consultables sur un site dédié publié par Météo-France en novembre 2022.

### Paysages
Pour un article plus général, voir Paysage en France.
La commune s'inscrit à la jonction de deux paysages régionaux tels qu'ils sont définis dans l'atlas de paysages de la région Nord-Pas-de-Calais, conçu par la direction régionale de l'Environnement, de l'Aménagement et du Logement (DREAL), :
- les « paysages du val d'Authie », qui concernent 83 communes, se délimitent : au sud, dans le département de la  Somme par le « paysage de l'Authie et du Ponthieu, dépendant de l'atlas des paysages de la Picardie et au nord et à l'est par les paysages du Montreuillois, du Ternois et les paysages des plateaux cambrésiens et artésiens. Le caractère frontalier de la vallée de l'Authie, aujourd’hui entre le Pas-de-Calais et la Somme, remonte au Moyen Âge où elle séparait le royaume de France du royaume d'Espagne, au nord.

Le coteau Nord est net et escarpé alors que le coteau Sud offre des pentes plus douces. À l'Ouest, le fleuve s'ouvre sur la baie d'Authie, typique de l'estuaire picard, et se jette dans la Manche. Avec son vaste estuaire et les paysages des bas-champs, la baie d'Authie contraste avec les paysages plus verdoyants en amont.
L'Authie, entaille profonde du plateau artésien, a créé des entités écopaysagères prononcées avec un plateau calcaire dont l'altitude varie de 100  à   163 m qui s'étend de chaque côté du fleuve. L'altitude du plateau décline depuis le pays de Doullens, à l'est (point culminant à 163 m), vers les bas-champs picards, à l'ouest (moins de 40 m). Le fond de la vallée de l'Authie, quant à lui, est recouvert d'alluvions et de tourbes. L'Authie est un fleuve côtier classé comme cours d'eau de première catégorie où le peuplement piscicole dominant est constitué de salmonidés. L'occupation des sols des « paysages du val d'Authie » est composée pour 70 % en culture ;
- les « paysages des dunes et estuaires d'Opale », qui concernent 23 communes, s'étendent le long de la côte sur environ 30 kilomètres, de la baie d'Authie à Équihen-Plage, et sur deux à quatre kilomètres de large. Les « paysages des dunes et estuaires d'Opale » cèdent la place aux abrupts des falaises, au niveau d'Équihen-Plage. Les dunes littorales se sont constituées récemment, depuis le Moyen Âge, et ont envahi le relief intérieur en constituant des dunes plaquées sur les falaises fossiles, spécificité locale. Les résurgences de sources au pied de ces falaises proviennent de la nappe de la craie et sont à l'origine de nombreux ruisseaux et zones humides dans les Bas-Champs, surtout visibles entre Étaples et Rang-du-Fliers.

Ces « paysages des dunes et estuaires d'Opale » sont constitués : d'un peu plus de 40 % de dunes et de plages, dont 28 % d'espaces dunaires, dont certains sont boisés comme à Hardelot-Plage et au Touquet-Paris-Plage ; de 22 et 25 % au niveau de la baie d'Authie et des Bas Champs, Bas Champs majoritairement en prairies ; de 20 % par les communes et d'un peu plus de 5 % par les cours d'eau et les marais arrière-littoraux, entre Merlimont et Rang-du-Fliers, comme le marais de Balançon défini réseau Natura 2000.

### Milieux naturels et biodiversité

#### Zone naturelle d'intérêt écologique, faunistique et floristique
L’inventaire des zones naturelles d'intérêt écologique, faunistique et floristique (ZNIEFF) a pour objectif de réaliser une couverture des zones les plus intéressantes sur le plan écologique, essentiellement dans la perspective d’améliorer la connaissance du patrimoine naturel national et de fournir aux différents décideurs un outil d’aide à la prise en compte de l’environnement dans l’aménagement du territoire.
Le territoire communal comprend une ZNIEFF de type 1 : le marais de Balançon, d’une superficie de 784 hectares et d'une altitude variant de 0  à   20 mètres. Ce site appartient à un ensemble des tourbières arrière-littorales s’étendant sur de vastes surfaces de part et d’autre de l’Authie.

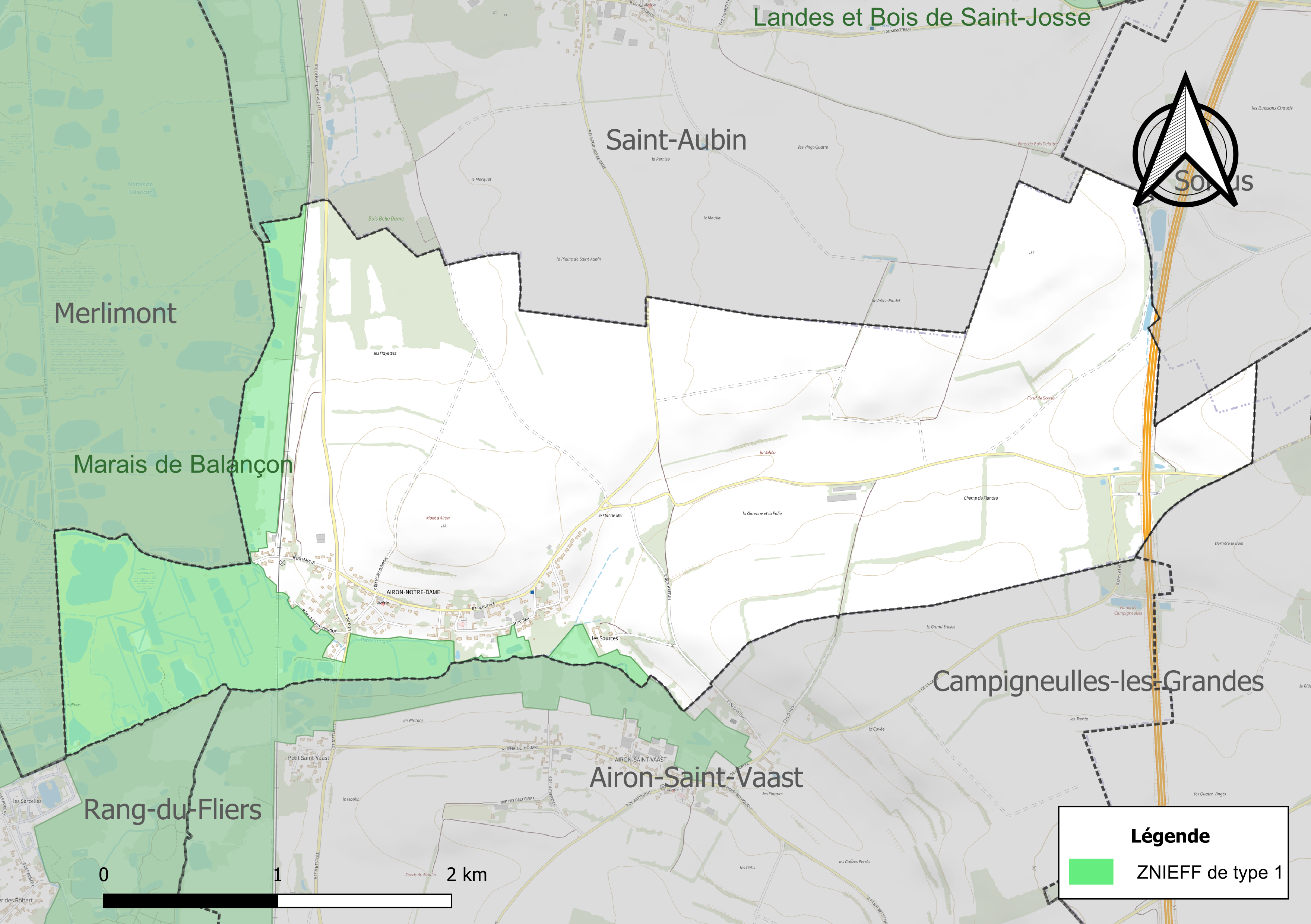
Carte de la ZNIEFF sur la commune.

#### Site Natura 2000
Le réseau Natura 2000 est un réseau écologique européen de sites naturels d’intérêt écologique élaboré à partir des Directives « Habitats » et « Oiseaux ». Ce réseau est constitué de Zones spéciales de sonservation (ZSC) et de Zones de protection spéciale (ZPS). Dans les zones de ce réseau, les États Membres s'engagent à maintenir dans un état de conservation favorable les types d'habitats et d'espèces concernés, par le biais de mesures réglementaires, administratives ou contractuelles.
Sur la commune, un site Natura 2000 de type A est défini en zone de protection spéciale : le marais de Balançon

## Urbanisme

### Typologie
Au 1er janvier 2024, Airon-Notre-Dame est catégorisée commune rurale à habitat dispersé, selon la nouvelle grille communale de densité à sept niveaux définie par l'Insee en 2022.
Elle est située hors unité urbaine. Par ailleurs la commune fait partie de l'aire d'attraction de Berck, dont elle est une commune de la couronne,. Cette aire, qui regroupe 19 communes, est catégorisée dans les aires de moins de 50 000 habitants,.

### Occupation des sols
L'occupation des sols de la commune, telle qu'elle ressort de la base de données européenne d’occupation biophysique des sols Corine Land Cover (CLC), est marquée par l'importance des territoires agricoles (87,7 % en 2018), une proportion identique à celle de 1990 (87,7 %). La répartition détaillée en 2018 est la suivante : 
terres arables (71,6 %), zones humides intérieures (12,2 %), zones agricoles hétérogènes (11 %), prairies (5,1 %), forêts (0,1 %). L'évolution de l’occupation des sols de la commune et de ses infrastructures peut être observée sur les différentes représentations cartographiques du territoire : la carte de Cassini (XVIIIe siècle), la carte d'état-major (1820-1866) et les cartes ou photos aériennes de l'IGN pour la période actuelle (1950 à aujourd'hui).

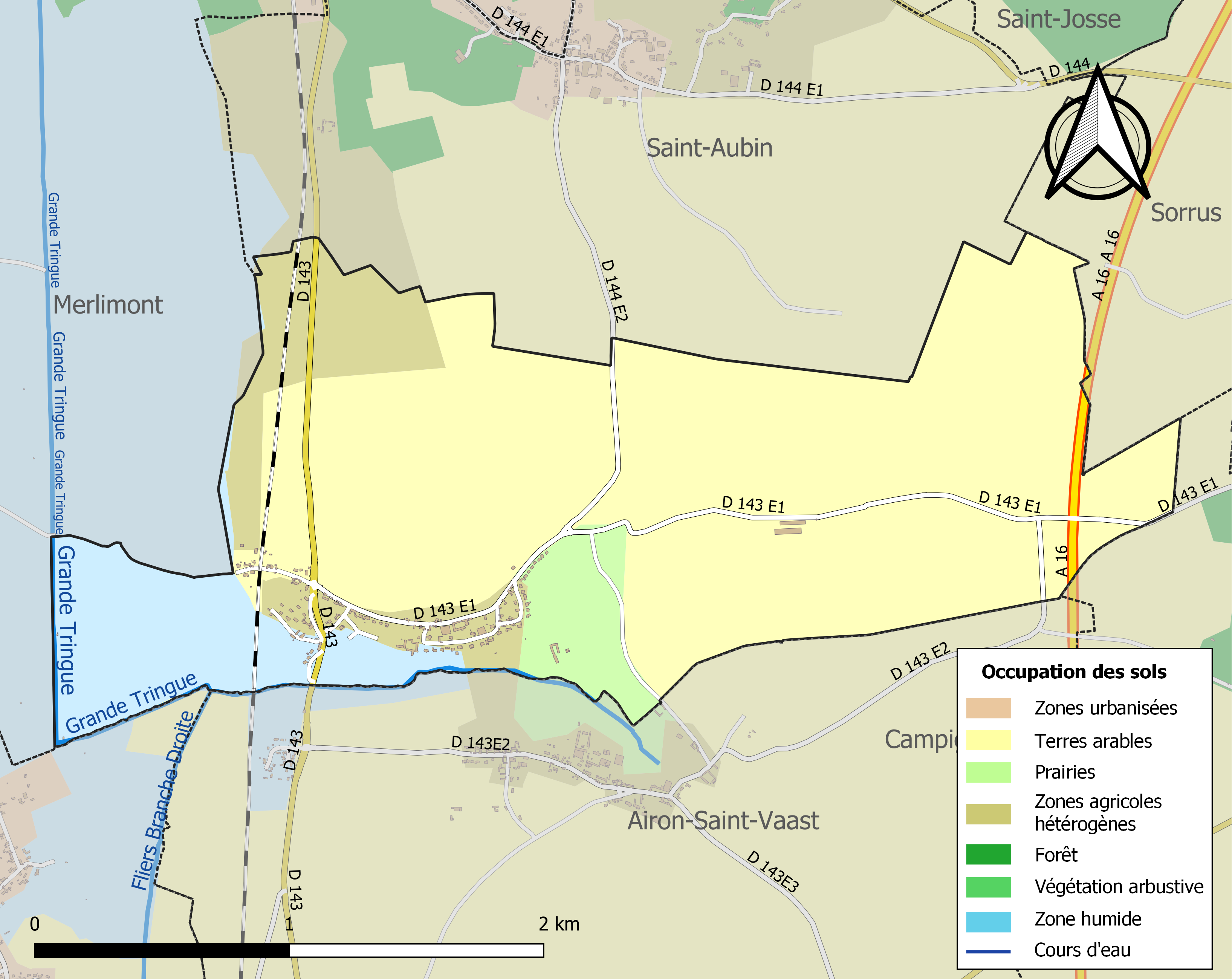
Carte des infrastructures et de l'occupation des sols de la commune en 2018 (CLC).

## Toponymie
Le nom de la commune est attesté sous les formes Agrona (IXe s.), Ariona (1042), Arona (1110), Sancta Maria d'Airon (1154), Airo (1210), Ayron (1238), Nostre-Dame doub bos d'Arion (XIIIe s.), Ayron-Nostre-Dame (XIVe s.), Airon-Nostre-Dame-lez-Saint-Josse (1477), Nostre-Dame-d'Airot (1640), Airon-la-Loi (1793).
Tout comme Airon-Saint-Vaast, ce toponyme dérive du latin Agro définissant un champ, un sol, « une terre fertile » et de l’hagionyme Notre-Dame.
Airon-Note-Dame en picard.

## Histoire
L’histoire du village d'Airon-Notre-Dame et liée à celle d'Airon-Saint-Vaast, les deux paroisses appartenant à l'abbaye de Saint-Josse.
L'église d'Airon-Notre-Dame, à l’origine, n’était qu’une simple chapelle dédiée à la Nativité de la mère de Dieu, à laquelle on ajouta un campenard en 1727. Le transept et le clocher actuel furent édifiés en 1860[réf. souhaitée].

## Politique et administration

### Découpage territorial
La commune se trouve dans l'arrondissement de Montreuil du département du Pas-de-Calais.

#### Commune et intercommunalités
La commune est membre de la communauté d'agglomération des Deux Baies en Montreuillois.

#### Circonscriptions administratives
La commune est rattachée au canton de Berck.

#### Circonscriptions électorales
Pour l'élection des députés, la commune fait partie de la quatrième circonscription du Pas-de-Calais.

### Élections municipales et communautaires

#### Liste des maires
| Période                                  | Période   | Identité                                   | Étiquette | Qualité     |
| ---------------------------------------- | --------- | ------------------------------------------ | --------- | ----------- |
| Les données manquantes sont à compléter. |           |                                            |           |             |
|                                          | mars 1983 | Mouillard                                  |           | Agriculteur |
| mars 1983                                | mars 2014 | Guy Leblond                                |           | Agriculteur |
| mars 2014                                | En cours  | Marc Delaby Réélu pour le mandat 2020-2026 |           | Banquier    |

## Équipements et services publics

### Justice, sécurité, secours et défense
La commune dépend du tribunal de proximité de Montreuil, du conseil de prud'hommes de Boulogne-sur-Mer, du tribunal judiciaire de Boulogne-sur-Mer, de la cour d'appel de Douai, du tribunal de commerce de Boulogne-sur-Mer, du tribunal administratif de Lille, de la cour administrative d'appel de Douai et du tribunal pour enfants de Boulogne-sur-Mer.

## Population et société

### Démographie
Les habitants de la commune sont appelés les Aironnois.

#### Évolution démographique
L'évolution du nombre d'habitants est connue à travers les recensements de la population effectués dans la commune depuis 1793. Pour les communes de moins de 10 000 habitants, une enquête de recensement portant sur toute la population est réalisée tous les cinq ans, les populations de référence des années intermédiaires étant quant à elles estimées par interpolation ou extrapolation. Pour la commune, le premier recensement exhaustif entrant dans le cadre du nouveau dispositif a été réalisé en 2006.

En 2022, la commune comptait 259 habitants, en évolution de +18,81 % par rapport à 2016 (Pas-de-Calais : −0,72 %, France hors Mayotte : +2,11 %).
| 1793 | 1800 | 1806 | 1821 | 1831 | 1836 | 1841 | 1846 | 1851 |
| ---- | ---- | ---- | ---- | ---- | ---- | ---- | ---- | ---- |
| 240  | 163  | 187  | 246  | 241  | 253  | 250  | 244  | 262  |

| 1856 | 1861 | 1866 | 1872 | 1876 | 1881 | 1886 | 1891 | 1896 |
| ---- | ---- | ---- | ---- | ---- | ---- | ---- | ---- | ---- |
| 258  | 244  | 240  | 255  | 252  | 228  | 229  | 255  | 235  |

| 1901 | 1906 | 1911 | 1921 | 1926 | 1931 | 1936 | 1946 | 1954 |
| ---- | ---- | ---- | ---- | ---- | ---- | ---- | ---- | ---- |
| 225  | 226  | 195  | 181  | 184  | 166  | 155  | 165  | 126  |

| 1962 | 1968 | 1975 | 1982 | 1990 | 1999 | 2006 | 2011 | 2016 |
| ---- | ---- | ---- | ---- | ---- | ---- | ---- | ---- | ---- |
| 131  | 157  | 151  | 149  | 153  | 183  | 193  | 199  | 218  |

| 2021 | 2022 | - | - | - | - | - | - | - |
| ---- | ---- | - | - | - | - | - | - | - |
| 252  | 259  | - | - | - | - | - | - | - |

#### Pyramide des âges
La population de la commune est relativement jeune.
En 2018, le taux de personnes d'un âge inférieur à 30 ans s'élève à 36,3 %, soit en dessous de la moyenne départementale (36,7 %). À l'inverse, le taux de personnes d'âge supérieur à 60 ans est de 21,5 % la même année, alors qu'il est de 24,9 % au niveau départemental.
En 2018, la commune comptait 119 hommes pour 110 femmes, soit un taux de 51,97 % d'hommes, largement supérieur au taux départemental (48,5 %).
Les pyramides des âges de la commune et du département s'établissent comme suit.
| Hommes | Classe d’âge | Femmes |
| ------ | ------------ | ------ |
| 0,9    | 90 ou +      | 1,9    |
| 4,4    | 75-89 ans    | 2,9    |
| 14,2   | 60-74 ans    | 19,0   |
| 23,0   | 45-59 ans    | 20,0   |
| 20,4   | 30-44 ans    | 21,0   |
| 18,6   | 15-29 ans    | 10,5   |
| 18,6   | 0-14 ans     | 24,8   |

| Hommes | Classe d’âge | Femmes |
| ------ | ------------ | ------ |
| 0,5    | 90 ou +      | 1,6    |
| 5,6    | 75-89 ans    | 8,9    |
| 16,7   | 60-74 ans    | 18,1   |
| 20,2   | 45-59 ans    | 19,2   |
| 18,9   | 30-44 ans    | 18,1   |
| 18,2   | 15-29 ans    | 16,2   |
| 19,9   | 0-14 ans     | 17,9   |

## Économie

### Revenus de la population et fiscalité
En 2019, dans la commune, il y a 98 ménages fiscaux qui comprennent 268 personnes pour un revenu médian disponible par unité de consommation de 22 780 euros, soit supérieur au revenu de la France métropolitaine qui est de 21 930 euros,.

## Culture locale et patrimoine

### Lieux et monuments
- L'église Notre-Dame-de-la-Nativité. À l'intérieur de l'église, on remarque dans le mur à droite du chœur, un panneau de bois sculpté représentant le pignon d'une ancienne châsse de saint Josse. C'est une œuvre d'une réelle valeur car elle présente une composition de « rapports doriques » multipliés à l'infini.
- Le monument aux morts[38].

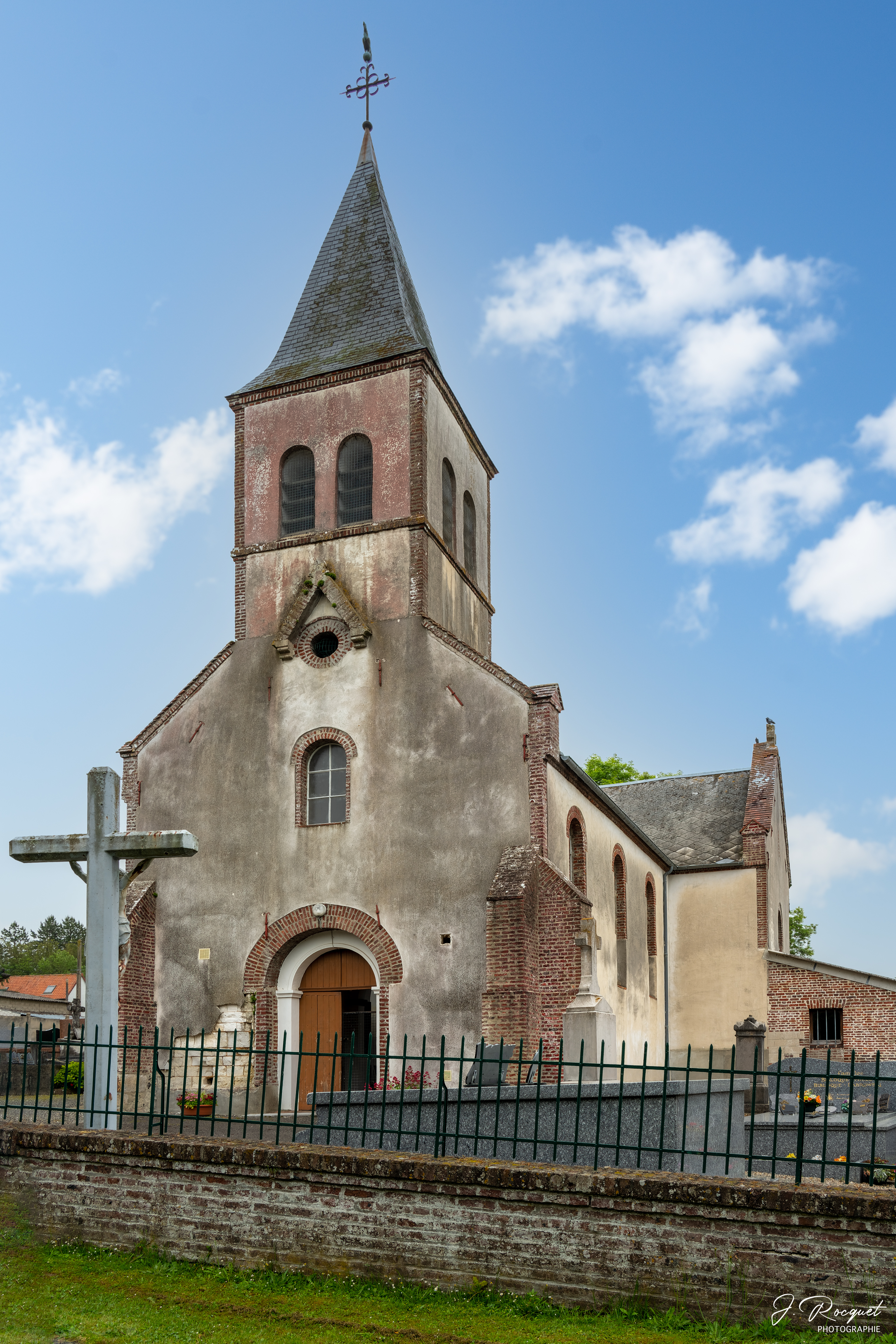
Clocher et entrée.
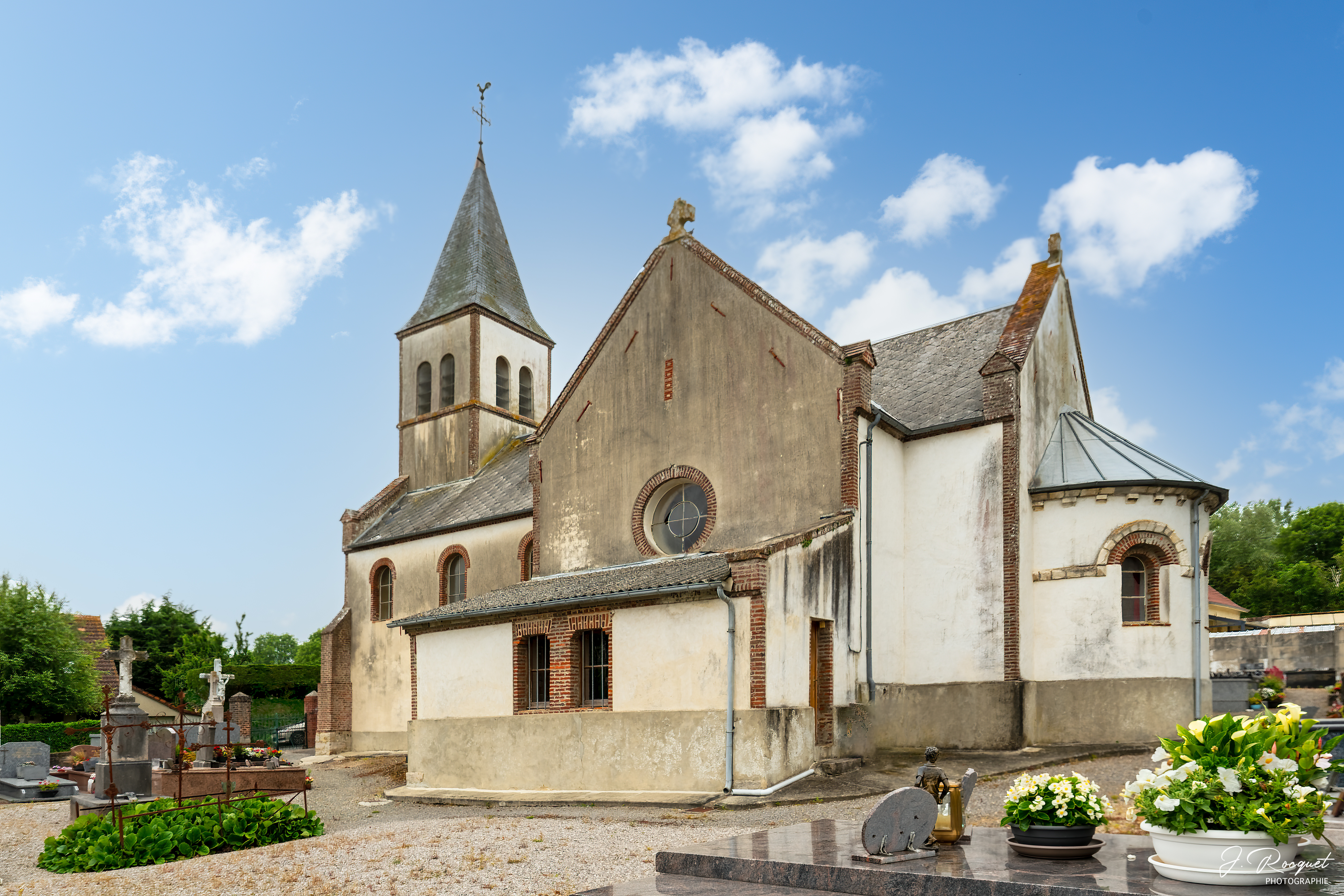
Face sud.
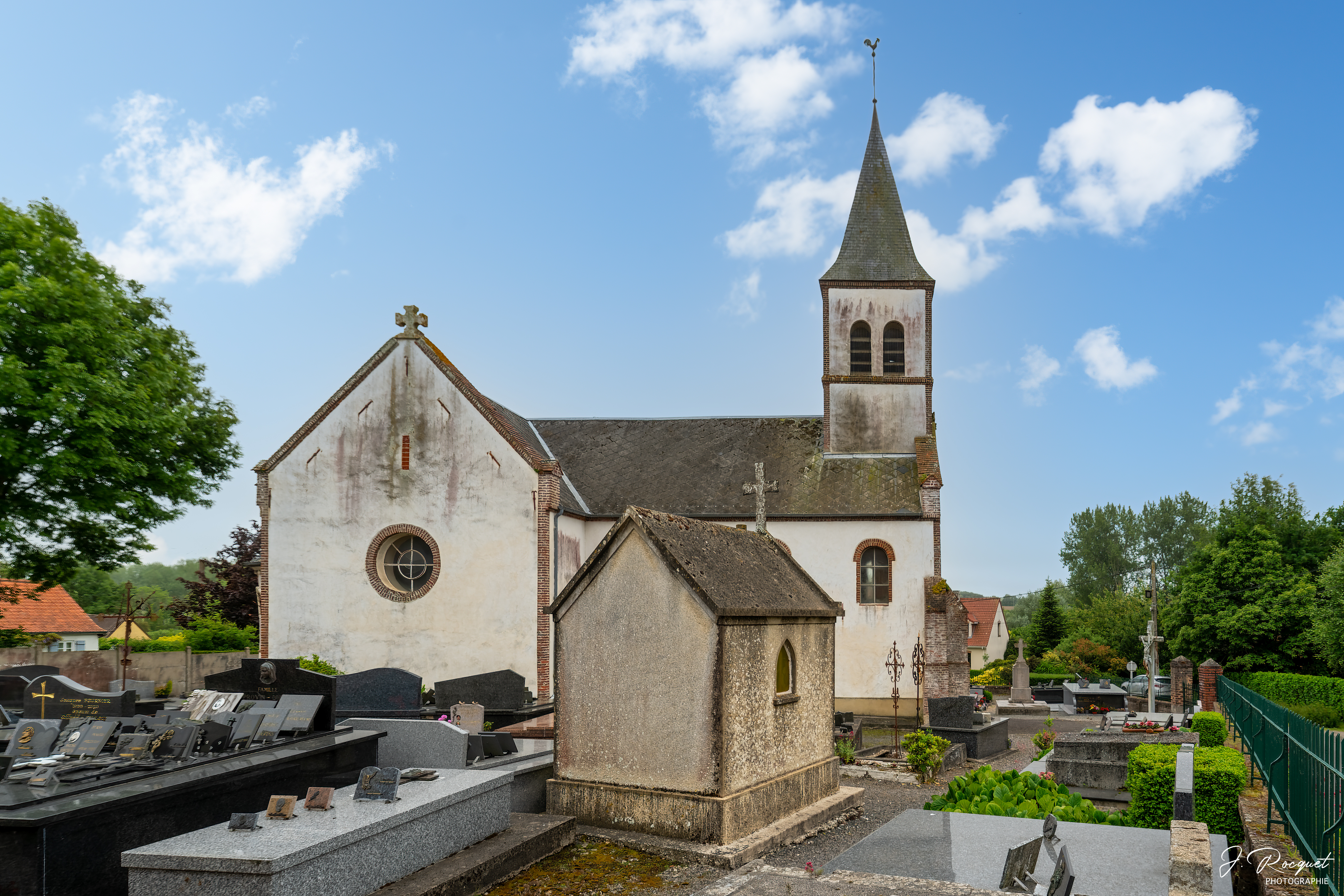
Face nord.
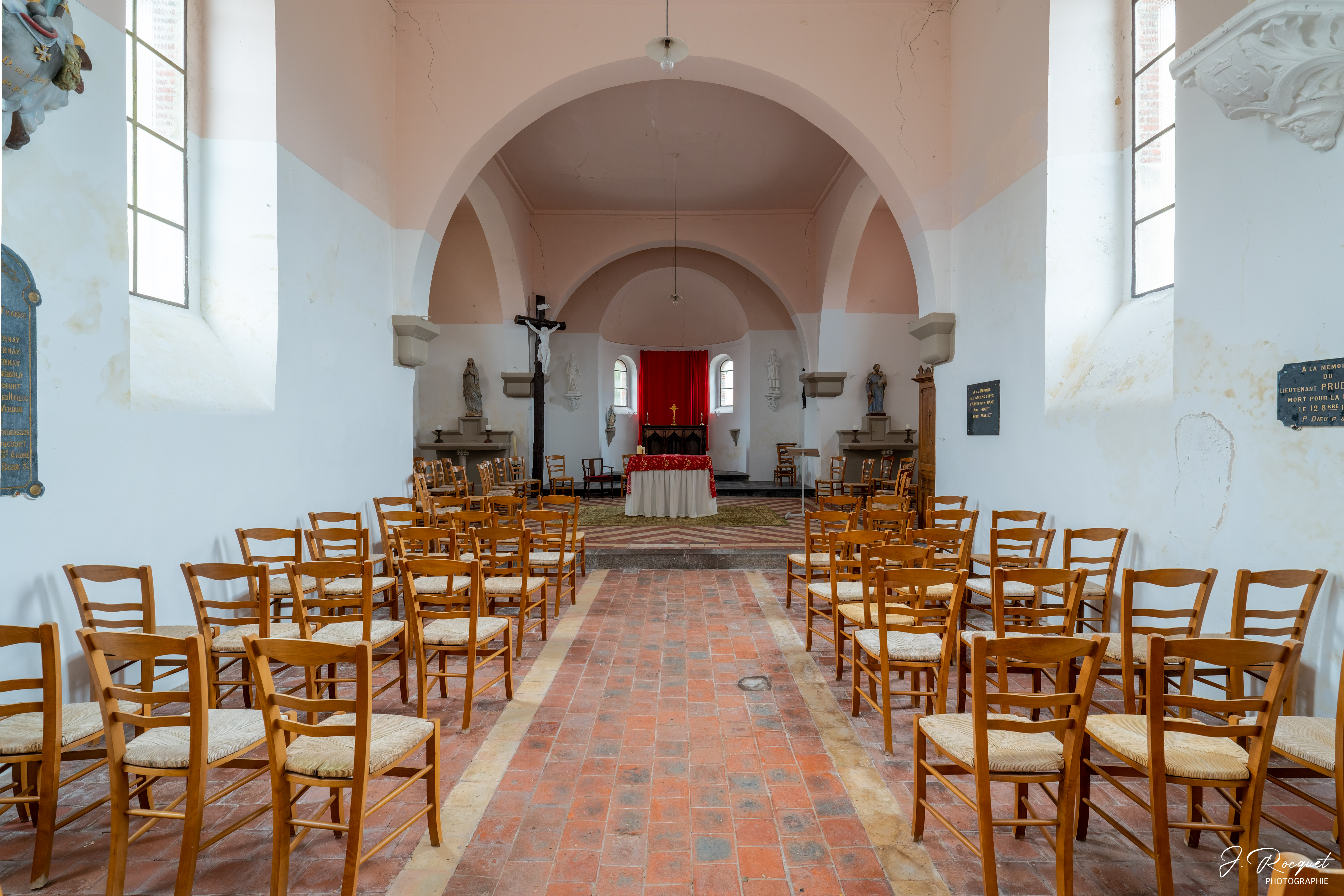
Nef et chœur.
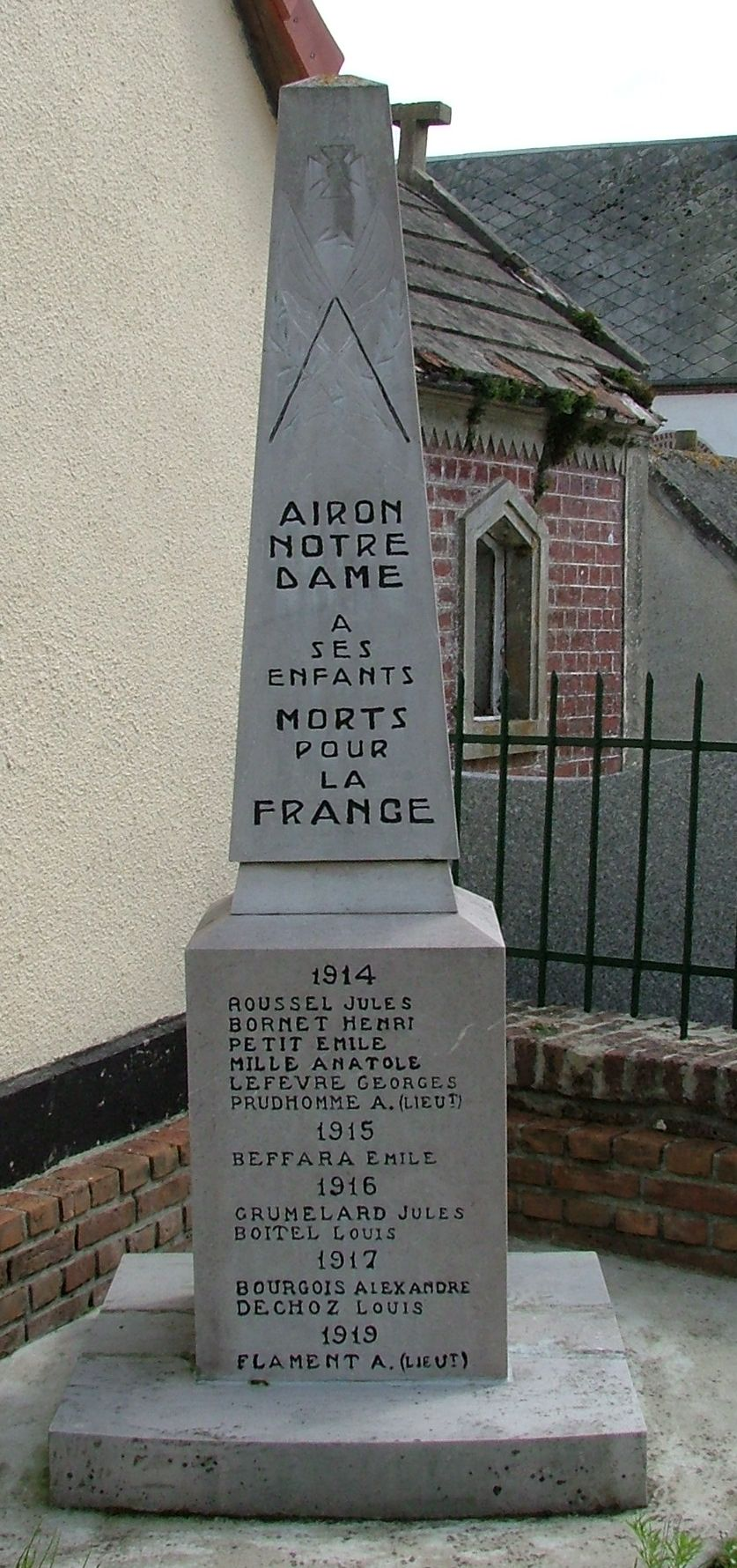
Monument aux morts.

### Héraldique
| Blason de Airon-Notre-Dame | Blason  | D'argent à l'église d'azur, la rosace du champ ; à la bordure d'azur chargée de huit canettes d'argent, becquées et membrées d'or.              |
| Blason de Airon-Notre-Dame | Détails | Armes inspirées de l'église "du lieu" et des canards du marais de Balançon, situé en partie sur la commune. Adopté par la municipalité en 1996. |

## Pour approfondir